# Батицький Віктор Миколайович
Батицький Віктор Миколайович (нар. 5 квітня 1958) ― керівник сільгосппідприємства, краєзнавець, громадський діяч. Член НСКУ. Почесний громадянин Добропільського (Покровського) району Донецької області. Голова правління ПАТ імені Т.Г.Шевченка.

## Біографія
Народився 5 квітня 1958 року в хуторі Лиман Добропільського району Донецької області (нині Покровський район). У 1975—1980 роки навчався в Луганському сільськогосподарському інституті. Працював зоотехніком в колгоспі імені Т.Г.Шевченка, головним зоотехніком Добропільського управління сільським господарством, голова правління ПАТ імені Т.Г.Шевченка з 20 лютого 1990 року.
Був депутатом Донецької обласної ради, депутатом Добропільської районної ради, депутатом Шилівської сільської ради чотирьох скликань. Член колегії Добропільської райдержадміністрації, староста храму Агапіта Печерського Української Православної церкви, отаман Юр'ївського осередка Новогродівського полку Українського реєстрового козацтва, голова громадської організації Добропільська спілка польської культури «Родзіна», директор музею в селі Юр'ївка Добропільського району, член
обласної комісії з декомунізації.

## Краєзнавча робота
Почав займатися краєзнавством з 1990 року. Друкувався в районній газеті «Шлях перемоги», альманахах - Зоряна криниця, Добре поле, Старий рудник, в збірнику наукових статей Бахмутська старовина: краєзнавчі дослідження - 2021, в збірнику матеріалів Всеукраїнських педагогічних читань 2017 і 2018 років.
Вибрані праці:
- В. Батицький З історії рідного краю.
- В. Батицький Історія поляків Бахмутського повіту.
- В. Батицький Історія поляків на Добропільщині і Покровщині, 2016
- В. Батицький Історія поселення села Юр'ївка, хуторів Лиман, Петровський, Зелений Клин, Кам'янський, Леонтіївський та колонії Шидлівка, 2018[4]

## Нагороди
- кавалер ордена «За заслуги» III ступеня.[3]
- Почесний громадянин Добропільського району.
- Нагрудний знак-Почесна відзнака командира 58 ОШПБр "За вірність присязі".